# Sneek
Sneek (frizonă Snits) este o comună și o localitate în provincia Frizia, Țările de Jos. 

## Localități componente
Loënga (59 loc.), Offingawier (173 loc.), Sneek (31.614 loc.), Ysbrechtum (665 loc.)

## Personalități
- Rienck Bockema (cca. 1350-1436)

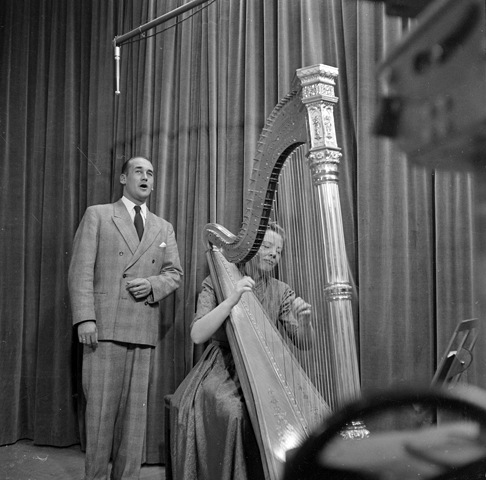
Kees Deenik și nl in 1951

- Pier Gerlofs Donia, (cca. 1480 - 1529), luptător pentru libertatea frizonilor, rebel, pirat  'Grutte Pier'
- Murk van Phelsum (1730–1799), medic
- Nicolaas Molenaar (1850–1930), arhitect
- Jakob van Schevichaven (1866–1935), scriitor literatură cu detectivi
- Geert Aeilco Wumkes (1869–1954), teolog și istoric
- Willem de Sitter (1872–1934), matematician, medic și  astronom
- Pieter Sjoerds Gerbrandy (1885–1961), politician
- Frits Wissel (1907–1999), pilot, a descoperit Wissel Lakes în New-Guinea.
- Klaas Dijkstra (1895 - 1969),  om de știință amator care a susținut că Pământul este plat
- Kees Deenik (1915–1993), cântăreț, realizator TV
- Dieuwkje Nauta (1930–2008), profesor, politician
- Bart Tromp (1944–2007), sociolog
- Joke Tjalsma (1957), actriță
- Toon Gerbrands (1957), antrenor și manager
- Pauline Krikke (1961), politician
- Manon Thomas (1963), prezentatoare TV
- Jan Posthuma (1963), jucător internațional de volei
- Ronald Zoodsma (1966), jucător internațional de volei
- Monique Sluyter (1967), model și vedetp de televiziune
- Olof van der Meulen (1968), jucător de volei
- Sherida Spitse (1990), fotbalist
- Wiebe Nijenhuis (decedat 2016), cel mai puternic om din provincia Frizia 1982-1984